# 斯皮爾維爾鎮區 (堪薩斯州福特縣)
斯皮爾維爾鎮區（英語：Spearville Township）為美國堪薩斯州福特縣轄下的鎮區。2010年美国人口普查中此鎮區人口有1,104人。

## 地理
斯皮爾維爾鎮區涵蓋總面積為479.0平方（184.94平方英里），其中陸地面積為478.8平方（184.88平方英里），水域面積為0.16平方（0.06平方英里）或0.03%。海拔高度733（2,405英尺）。

## 人口統計
根據2010年美國人口普查，斯皮爾維爾鎮區人口有1,104人，其中男性有554人，女性有550人，人口密度為每平方公里2.31人，住房計460戶。鎮區內的白人有1,049人，非裔美國人有3人，美洲原住民有5人，亞裔美國人有1人，太平洋島裔美國人有0人，其他種族有38人，混血種族則有8人。此外鎮區內有91人為西班牙裔或拉丁裔美國人。此鎮區之年齡中位數為41.8歲，而男性年齡中位數為39.5歲，女性年齡中位數為44.0歲。

## 交通

### 主要公路
- 50號美國國道
- 56號美國國道
- 400號美國國道